# Лесин, Василий Николаевич
Василий Николаевич Лесин (1 февраля 1943 года — 13 мая 2020 года, Уфа) — советский график и живописец. Заслуженный художник РБ (2001). Заслуженный художник РФ (2008), Член Союза художников (1976).

## Биография
Лесин Василий Николаевич родился 1 февраля 1943 года в селе Василыдовка Благоварского района БАССР.
В 1967 году окончил Уфимский  авиационный институт им. С. Орджоникидзе (Уфимский государственный авиационный технический университет).
Рисовать начал с детства. В Уфе посещал изостудию во дворце культуры имени Серго Орджоникидзе.  После окончания УАИ, он служа в высшем авиационном училище в Челябинске, занимался в художественной студии при Челябинском механическом заводе (педагогом был акварелист Николай Петрович Богомолов).
Жил и работал в Уфе. Член Творческой группы «Инзер» (1989-1993).
Творчество Лесина  разнообразно по жанровой направленности: пейзаж, портрет, натюрморт, сюжетно-тематическая картина.
Картины художника находятся в  БГХМ им. М.В. Нестерова (Уфа), РМИИ РТ (Казань), ГМИИ Туркменистана (Бишкек), Чувашский ГХМ (Чебоксары), Удмуртский РМИИ (Ижевск), ГМИИ Республики Карелия (Петрозаводск), Магнитогорская КГ (Челябинская обл. РФ), МИИ Ростова-на-Дону.
Ушёл из жизни 13 мая 2020 года.

## Выставки
Лесин Василий Николаевич — участник республиканских, зональных, региональных, всесоюзных, всероссийских, международных и зарубежных выставок с 1972 года.

## Основные работы
Лето. Страда (1976),  Зима. Триптих (1978),  Искушение (1988),  К весне (1994),  Созерцание (1990),   Зима – I. Триптих (1984), Космическое путешествие (1991),   Рождение (1990),  Тундра (2005),  Мир снегов (1993),  Двойной натюрморт (2005),  Солнечный день (1992), Триумфальное шествие. Триптих «Крылатые» (1988), Голоса птиц. Триптих «Крылатые» (1989), Райские яблоки (1996),  Рождение цыпленка. Триптих «Крылатые» (1988), Весенний лес (2006) и др.

## Награды и звания
- Заслуженный художник РФ (2008)
- Заслуженный художник РБ (2001)
- Диплом Второй независимой Международной Биеннале графики «Белые Интерночи» (2004; Санкт-Петербург).